# FC Renaissance du Congo
Football Club Renaissance du Congo znany jako FC Renaissance du Congo – kongijski klub piłkarski grający w pierwszej lidze kongijskiej, mający siedzibę w mieście Kinszasa.

## Sukcesy
- Coupe du Congo[1]:
  - zwycięstwo (3):  2016.
  - finał (1): 2019.

## Występy w afrykańskich pucharach
| Sezon | Rozgrywki           | Runda   | Kraj     | Klub      | Dom | Wyjazd | Dwumecz |
| ----- | ------------------- | ------- | -------- | --------- | --- | ------ | ------- |
| 2017  | Puchar Konfederacji | wstępna | Gabon    | Akanda FC | 1–0 | 0–0    | 1–0     |
| 2017  | Puchar Konfederacji | 1       | Algieria | MC Algier | 2–1 | 0–2    | 2–3     |

## Stadion
Domowe mecze klub rozgrywa na stadionie o nazwie Stade Tata Raphaël w Kinszasie, który może pomieścić 30000 widzów.

## Reprezentanci kraju grający w klubie
Stan na kwiecień 2023.
| - Henoc Inonga Baka - Bukasa Bakangila - Jérémie Basilua - Mbenza Bedi - Janvier Besala - Éric Bokanga - Ikoyo Iyembe - Thierry Kasereka - Okito Kazadi - Joël Kimwaki - Makabi Lilepo - Guy Magema | - Vumi Ley Matampi - Zola Matumona - Obed Mayamba - Christian Ngimbi - Riguene Pembele - Onoya Sangana - Djuma Shabani - Mukoko Tonombe - Alfred Mfongang - Lamine Diawara - Marcelin Tamboulas - Vincent Tchalla |